# Рейчел Гокінс (письменниця)
Рейчел Гокінс (англ. Rachel Hawkins; народилася 23 листопада 1979) — авторка Hex Hall, бестселера-трилогії  паранормальних романтичних романів для молоді. Виросла в Дотані, штат Алабама. Пише ще під псевдонімом Ерін Стерлінг.

## Життєпис
Гокінс народилася в Ньюпорт-Ньюс, штат Вірджинія, у дитинстві переїхала до Дотана, штат Алабама, 1998 року закінчила Г’юстонську академію, а 2002-го здобула ступінь з англійської літератури в Обернському університеті. Свій перший роман, Hex Hall, вона почала писати, працюючи вчителькою англійської мови в середній школі Sparkman. Станом на 2021 рік Гокінс живе зі своєю родиною в Оберні, штат Алабама.

### Hex Hall
- Hex Hall (2010)
- Демонське скло (2011)
- Заклинання (2012)
- Шкільні духи (2013)
- Оповідання: «Дуже приголомшливий день Святого Валентина» (2013)

### Трилогія Rebel Belle
- Rebel Belle (2014)
- Міс Погром (2015)
- Леді Відступниці (2016)

### Королівська серія
- Чарівний принц (2018) (вперше опубліковано як Royals)
- Її Королівська Високість (2019)

### Оповідання
- «Очі в темряві», Defy the Dark, ред. Сандра Мітчелл (2013)
- «Ключ», Grim, ред. Крістін Джонсон (2014)

### Художня література для середнього шкільного віку
- Кінець подорожі (2016)
- Рубі та Олівія (2017)

### Художня література для дорослих
- Дружина з горішнього поверху (2021)
- The Ex Hex (2021) (автор: Ерін Стерлінг)
- Прокляття поцілунку (2022) (як Ерін Стерлінг)
- Безрозсудні дівчата (2022)[11]
- Вілла (2023)
- Спадкоємиця (2024)
- Весілля відьми (2024) (як Ерін Стерлінг)

### Аудіокниги
- «Беатрікс Ґрін», Serial Box (2020) (написано у співпраці з Еш Парсонс і Вікі Альвеар Шектер; вперше опубліковано під назвою «Примара Беатрікс Ґрін»).

## Переклади українською
2024 року у видавництві Nebo Booklab Publishing вийшов український переклад роману «Дружина з горішнього поверху». Перекладачка — Анастасія Дзьоба. 2025 року у тому ж видавництві вийшов український переклад роману «Вілла», перекладачка — Анастасія Дзьоба.